# Liga Colombiana de Baloncesto 2019
La Liga Profesional de Baloncesto 2019 es el torneo de la temporada 2019 del Baloncesto Profesional Colombiano máxima categoría del baloncesto en Colombia, inició el 27 de septiembre y finalizó el 1 de diciembre. Fue organizado por la División Profesional de Baloncesto (DPB), entidad dependiente de la Federación Colombiana de Baloncesto.
Cada club puede inscribir máximo tres jugadores extranjeros y un jugador sub-21 procedente de la región sede del equipo obligatoriamente.

## Sistema de juego
El torneo cuenta con tres fases:
- Primera fase: Los 7 clubes disputaran 24 partidos, 12 de local y 12 de visitante enfrentándose entre sí cuatro veces en formato todos contra todos.

- Segunda fase: Los 4 mejores clubes clasificarán a esta fase y se enfrentarán en dos series ganando el mejor de cinco (2-2-1) juegos de la siguiente forma (1° lugar vs 4° lugar) y (2° lugar vs 3° lugar)

- Final: Los dos ganadores de la fase anterior se enfrentan para definir al campeón en serie ganando el mejor de siete juegos (2-3-2)

## Datos de los clubes
| Equipo                  | Ciudad       | Departamento                             | Pabellón                        | Aforo |
| ----------------------- | ------------ | ---------------------------------------- | ------------------------------- | ----- |
| Academia de la Montaña  | Medellín     | Antioquia                                | Coliseo Universidad de Medellín | 6.000 |
| Warriors de San Andrés  | San Andrés   | San Andrés, Providencia y Santa Catalina | Coliseo Ginny Bay               | 3.000 |
| Titanes de Barranquilla | Barranquilla | Atlántico                                | Coliseo Elías Chegwin           | 3.900 |
| Cimarrones del Chocó    | Quibdó       | Chocó                                    | Coliseo de la UTCH              | 4.000 |
| Fastbreak del Valle     | Buenaventura | Valle del Cauca                          | Coliseo del Centro              | 5.000 |
| Piratas de Bogotá       | Bogotá       | Bogotá, D. C.                            | Coliseo Cayetano Cañizares      | 4.000 |
| Búcaros de Santander    | Bucaramanga  | Santander                                | Coliseo Vicente Díaz Romero     | 5.000 |

## Primera fase
Disputada del 27 de septiembre al 13 de noviembre, los equipos se enfrentan en todos contra todos para definir los clasificados a semifinales. En caso de empates la ventaja en la posición la tendrá el equipo que haya ganado más partidos frente al otro equipo en sus enfrentamientos entre sí.

### Posiciones
|  | Clasificados a Segunda fase. |
|  | Eliminados.                  |

| Pos | Equipos                 | PTS | PG | PP | PJ | PTFA | PTCO | Desempate |
| --- | ----------------------- | --- | -- | -- | -- | ---- | ---- | --------- |
| 1.  | Titanes de Barranquilla | 43  | 19 | 5  | 24 | 1825 | 1621 |           |
| 2.  | Fastbreak del Valle     | 40  | 16 | 8  | 24 | 1827 | 1685 |           |
| 3.  | Piratas de Bogotá       | 36  | 12 | 12 | 24 | 1864 | 1901 |           |
| 4.  | Warriors de San Andrés  | 34  | 10 | 14 | 24 | 1745 | 1823 |           |
| 5.  | Academia de la Montaña  | 34  | 10 | 14 | 24 | 1692 | 1735 |           |
| 6.  | Búcaros                 | 33  | 9  | 15 | 24 | 1806 | 1909 |           |
| 7.  | Cimarrones del Chocó    | 32  | 8  | 16 | 24 | 1766 | 1852 |           |

### Resultados
| Academia | 73 : 65 | Cimarrones | Iván de Bedout, Medellín    | 27 de septiembre | 19:00 |  |
| Titanes  | 77 : 67 | Piratas    | Elías Chewing, Barranquilla | 27 de septiembre | 20:00 |  |
| Búcaros  | 78 : 61 | Warriors   | Vicente Díaz, Bucaramanga   | 27 de septiembre | 20:00 |  |
| Academia | 79 : 68 | Cimarrones | Iván de Bedout, Medellín    | 28 de septiembre | 19:00 |  |
| Titanes  | 74 : 65 | Piratas    | Elías Chewing, Barranquilla | 28 de septiembre | 20:00 |  |
| Búcaros  | 76 : 73 | Warriors   | Vicente Díaz, Bucaramanga   | 28 de septiembre | 21:00 |  |

| Piratas    | 72 : 62 | Warriors  | Cayetano Cañizares, Bogotá | 1 de octubre | 19:00 |  |
| Academia   | 76 : 61 | Titanes   | Iván de Bedout, Medellín   | 1 de octubre | 19:00 |  |
| Cimarrones | 81 : 61 | Fastbreak | El Jardín, Quibdó          | 1 de octubre | 20:00 |  |
| Piratas    | 86 : 72 | Warriors  | Cayetano Cañizares, Bogotá | 2 de octubre | 19:00 |  |
| Academia   | 69 : 73 | Titanes   | Iván de Bedout, Medellín   | 2 de octubre | 20:00 |  |
| Cimarrones | 63 : 80 | Fastbreak | El Jardín, Quibdó          | 2 de octubre | 20:00 |  |

| Academia   | 71 : 78 | Fastbreak | Iván de Bedout, Medellín   | 4 de octubre | 14:00 |  |
| Cimarrones | 76 : 74 | Warriors  | El Jardín, Quibdó          | 4 de octubre | 20:00 |  |
| Academia   | 80 : 64 | Fastbreak | El Jardín, Quibdó          | 5 de octubre | 14:00 |  |
| Piratas    | 89 : 81 | Búcaros   | Cayetano Cañizares, Bogotá | 5 de octubre | 16:00 |  |
| Cimarrones | 81 : 78 | Warriors  | El Jardín, Quibdó          | 5 de octubre | 20:00 |  |
| Piratas    | 90 : 95 | Búcaros   | Cayetano Cañizares, Bogotá | 6 de octubre | 14:00 |  |

| Academia | 76 : 62 | Piratas   | Universidad de Medellín   | 8 de octubre | 19:00 |  |
| Warriors | 78 : 73 | Fastbreak | Ginny Bay, San Andrés     | 8 de octubre | 20:00 |  |
| Búcaros  | 65 : 72 | Titanes   | Vicente Díaz, Bucaramanga | 8 de octubre | 20:00 |  |
| Academia | 74 : 70 | Piratas   | Universidad de Medellín   | 9 de octubre | 19:00 |  |
| Warriors | 72 : 75 | Fastbreak | Ginny Bay, San Andrés     | 9 de octubre | 20:00 |  |
| Búcaros  | 63 : 79 | Titanes   | Vicente Díaz, Bucaramanga | 9 de octubre | 20:00 |  |

| Fastbreak  | 64 : 57 | Titanes  | Evangelista Mora, Cali | 11 de septiembre | 19:00 |  |
| Cimarrones | 64 : 75 | Búcaros  | El Jardín, Quibdó      | 11 de septiembre | 20:00 |  |
| Warriors   | 73 : 68 | Academia | Ginny Bay, San Andrés  | 11 de septiembre | 20:00 |  |
| Fastbreak  | 57 : 61 | Titanes  | Evangelista Mora, Cali | 12 de septiembre | 15:00 |  |
| Cimarrones | 86 : 55 | Búcaros  | El Jardín, Quibdó      | 12 de septiembre | 20:00 |  |
| Warriors   | 78 : 70 | Academia | Ginny Bay, San Andrés  | 12 de septiembre | 20:00 |  |

| Piratas | 92 : 82 | Fastbreak  | Cayetano Cañizares, Bogotá  | 15 de octubre | 19:00 |  |
| Búcaros | 66 : 75 | Academia   | Cayetano Cañizares, Bogotá  | 15 de octubre | 20:00 |  |
| Titanes | 83 : 72 | Cimarrones | Elías Chewing, Barranquilla | 15 de octubre | 20:00 |  |
| Piratas | 79 : 82 | Fastbreak  | Cayetano Cañizares, Bogotá  | 16 de octubre | 19:00 |  |
| Búcaros | 86 : 68 | Academia   | Cayetano Cañizares, Bogotá  | 16 de octubre | 20:00 |  |
| Titanes | 95 : 87 | Cimarrones | Elías Chewing, Barranquilla | 16 de octubre | 20:00 |  |

| Fastbreak | 72 : 56  | Búcaros    | Evangelista Mora, Cali     | 18 de octubre | 19:00 |  |
| Warriors  | 65 : 62  | Titanes    | Genny Bay San Andrés       | 18 de octubre | 20:00 |  |
| Fastbreak | 84 : 69  | Búcaros    | Evangelista Mora, Cali     | 19 de octubre | 15:00 |  |
| Piratas   | 90 : 82  | Cimarrones | Cayetano Cañizares, Bogotá | 19 de octubre | 16:00 |  |
| Warriors  | 50 : 89  | Titanes    | Genny Bay San Andrés       | 19 de octubre | 20:00 |  |
| Piratas   | 108 : 99 | Cimarrones | Cayetano Cañizares, Bogotá | 20 de octubre | 14:00 |  |

| Piratas    | 74 : 91  | Titanes  | Cayetano Cañizares, Bogotá | 22 de octubre   | 19:00 |  |
| Cimarrones | 74 : 54  | Academia | El Jardín, Quibdó          | 22 de octubre   | 20:00 |  |
| Piratas    | 68 : 85  | Titanes  | Cayetano Cañizares, Bogotá | 23 de octubre   | 19:00 |  |
| Cimarrones | 83 : 69  | Academia | El Jardín, Quibdó          | 23 de octubre   | 20:00 |  |
| Warrios    | 104 : 80 | Búcaros  | Ginny Bay, San Andrés      | 11 de noviembre | 20:00 |  |
| Warrios    | 82 : 73  | Búcaros  | Ginny Bay, San Andrés      | 12 de noviembre | 20:00 |  |

| Titanes   | 69 : 62 | Academia   | Elías Chewing, Barranquilla | 25 de octubre | 12:00 |  |
| Fastbreak | 80 : 54 | Cimarrones | Evangelista Mora, Cali      | 25 de octubre | 19:00 |  |
| Fastbreak | 71 : 56 | Cimarrones | Evangelista Mora, Cali      | 26 de octubre | 15:00 |  |
| Titanes   | 58 : 63 | Academia   | Elías Chewing, Barranquilla | 26 de octubre | 16:00 |  |
| Warrios   | 74 : 65 | Piratas    | Ginny Bay, San Andrés       | 28 de octubre | 20:00 |  |
| Warrios   | 74 : 79 | Piratas    | Ginny Bay, San Andrés       | 29 de octubre | 20:00 |  |

| Búcaros   | 89 : 82 | Piratas    | Vicente Díaz, Bucaramanga | 25 de octubre | 20:00 |  |
| Búcaros   | 77 : 90 | Piratas    | Vicente Díaz, Bucaramanga | 26 de octubre | 20:00 |  |
| Fastbreak | 79 : 51 | Academia   | Iván de Bedout, Medellín  | 29 de octubre | 19:00 |  |
| Fastbreak | 90 : 78 | Academia   | Iván de Bedout, Medellín  | 30 de octubre | 19:00 |  |
| Warrios   | 81 : 56 | Cimarrones | Ginny Bay, San Andrés     | 30 de octubre | 20:00 |  |
| Warrios   | 70 : 72 | Cimarrones | Ginny Bay, San Andrés     | 31 de octubre | 20:00 |  |

| Titanes   | 82 : 71 | Búcaros  | Elías Chewing, Barranquilla | 1 de noviembre | 20:00 |  |
| Titanes   | 76 : 68 | Búcaros  | Elías Chewing, Barranquilla | 2 de noviembre | 16:00 |  |
| Piratas   | 87 : 75 | Academia | Cayetano Cañizares, Bogotá  | 2 de noviembre | 16:00 |  |
| Fastbreak | 89 : 83 | Warriors | Evangelista Mora, Cali      | 2 de noviembre | 19:00 |  |
| Piratas   | 69 : 65 | Academia | Cayetano Cañizares, Bogotá  | 3 de noviembre | 11:00 |  |
| Fastbreak | 90 : 61 | Warriors | Evangelista Mora, Cali      | 3 de noviembre | 15:00 |  |

| Búcaros  | 90 : 76 | Cimarrones | Vicente Díaz, Bucaramanga   | 5 de noviembre | 19:00 |  |
| Academia | 60 : 64 | Warriors   | Iván de Bedout, Medellín    | 5 de noviembre | 19:00 |  |
| Titanes  | 66 : 63 | Fastbreak  | Elías Chewing, Barranquilla | 5 de noviembre | 20:00 |  |
| Búcaros  | 79 : 78 | Cimarrones | Vicente Díaz, Bucaramanga   | 6 de noviembre | 17:00 |  |
| Academia | 84 : 61 | Warriors   | Iván de Bedout, Medellín    | 6 de noviembre | 17:00 |  |
| Titanes  | 87 : 66 | Fastbreak  | Elías Chewing, Barranquilla | 6 de noviembre | 20:00 |  |

| Academia   | 79 : 83 | Búcaros | Iván de Bedout, Medellín | 8 de noviembre | 19:00 |  |
| Fastbreak  | 84 : 49 | Piratas | Evangelisto Mora, Cali   | 8 de noviembre | 19:00 |  |
| Cimarrones | 63 : 81 | Titanes | El Jardín, Quibdó        | 8 de noviembre | 20:00 |  |
| Academia   | 73 : 64 | Búcaros | Iván de Bedout, Medellín | 9 de noviembre | 14:00 |  |
| Fastbreak  | 69 : 74 | Piratas | Evangelisto Mora, Cali   | 9 de noviembre | 15:00 |  |
| Cimarrones | 61 : 69 | Titanes | El Jardín, Quibdó        | 9 de noviembre | 20:00 |  |

| Búcaros    | 92 : 94 | Fastbreak | Vicente Díaz, Bucaramanga   | 13 de noviembre | 19:00 |  |
| Titanes    | 86 : 74 | Warriors  | Elías Chewing, Barranquilla | 13 de noviembre | 19:00 |  |
| Cimarrones | 78 : 63 | Piratas   | Quibdó                      | 13 de noviembre | 20:00 |  |
| Búcaros    | 75 : 80 | Fastbreak | Vicente Díaz, Bucaramanga   | 14 de noviembre | 19:00 |  |
| Titanes    | 83 : 90 | Warriors  | Elías Chewing, Barranquilla | 14 de noviembre | 19:00 |  |
| Cimarrones | 91 : 94 | Piratas   | Quibdó                      | 14 de noviembre | 20:00 |  |

## Fase final
Clasificaron los cuatro primeros de la primera fase.
|  | Semifinales           | Semifinales |   |  | Final                             | Final |  |
|  |                       |             |   |  |                                   |       |  |
|  | 15 al 22 de noviembre |             |   |  |                                   |       |  |
|  | Titanes               | 3           |   |  |                                   |       |  |
|  | Warriors              | 2           |   |  |                                   |       |  |
|  |                       |             |   |  |                                   |       |  |
|  |                       |             |   |  | 26 de noviembre al 4 de diciembre |       |  |
|  |                       |             |   |  | Titanes                           | 4     |  |
|  |                       | Fastbreak   | 1 |  |                                   |       |  |
|  |                       |             |   |  |                                   |       |  |
|  |                       |             |   |  |                                   |       |  |
|  |                       |             |   |  |                                   |       |  |
|  | 15 al 22 de noviembre |             |   |  |                                   |       |  |
|  | Fastbreak             | 3           |   |  |                                   |       |  |
|  | Piratas               | 2           |   |  |                                   |       |  |

## Semifinales
Disputada del 16 de noviembre en dos series de cinco juegos de ser necesarios

### Titanes (3-2) Warriors
| 16 de noviembre, 16:00 (UTC -05:00) | Titanes                                           | 70–63        | Warriors                               | Barranquilla                                |  |
|                                     | Parciales: 16-19, 17-20, 22-14, 15-10             |              |                                        |                                             |  |
|                                     | Estadísticas L. Jacobo 19 G. Bacci 14 L. Jacobo 5 | Pts Reb Asts | Estadísticas 13 M. Jackson 2 J. Minaya | Pabellón: Coliseo Elías Chewing Árbitros: * |  |

| 17 de noviembre, 17:00 (UTC -05:00) | Titanes                                         | 73–68        | Warriors                                            | Barranquilla                                |  |
|                                     | Parciales: 20-12, 19-10, 17-16, 17-30           |              |                                                     |                                             |  |
|                                     | Estadísticas L. Jacobo 17 G. Barci 9 G. Barci 3 | Pts Reb Asts | Estadísticas 15 F. Forbes 11 M. Jackson 2 F. Forbes | Pabellón: Coliseo Elías Chewing Árbitros: * |  |

| 19 de noviembre, 20:00 (UTC -05:00) | Warriors                                          | 77–75        | Titanes                                         | San Andrés                              |  |
|                                     | Parciales: 16-22, 14-16, 17-21, 30-16             |              |                                                 |                                         |  |
|                                     | Estadísticas O. Brunch 16 F. Forbes 6 O. Brunch 6 | Pts Reb Asts | Estadísticas 20 C. García 8 G. Bacci 6 G. Bacco | Pabellón: Coliseo Genny Bay Árbitros: * |  |

| 20 de noviembre, 20:00 (UTC -05:00) | Warriors                                            | 70–64        | Titanes                                          | San Andrés                              |  |
|                                     | Parciales: 12-16, 18-14, 23-19, 17-15               |              |                                                  |                                         |  |
|                                     | Estadísticas A. Amstrong 13 T. Trocha 8 J. Minaya 5 | Pts Reb Asts | Estadísticas 16 H. Díaz 10 L. Cabrera 7 G. Bacci | Pabellón: Coliseo Genny Bay Árbitros: * |  |

| 22 de noviembre, 16:00 (UTC -05:00) | Titanes                                        | 92–70        | Warriors                                          | Barranquilla                                |  |
|                                     | Parciales: 21-12, 21-17, 27-27, 23-14          |              |                                                   |                                             |  |
|                                     | Estadísticas H. Diaz 25 G. Bacci 12 G. Bacci 4 | Pts Reb Asts | Estadísticas 15 J. Minaya 8 O. Brunch 3 O. Brunch | Pabellón: Coliseo Elías Chewing Árbitros: * |  |

### Fastbreak (3-2) Piratas
| 16 de noviembre, 19:00 (UTC -05:00) | Fastbreak                                       | 65–70        | Piratas                                               | Buenaventura                               |  |
|                                     | Parciales: 12-18, 12-14, 21-15, 20-23           |              |                                                       |                                            |  |
|                                     | Estadísticas S. Ortiz 17 S. Ortiz 9 R. Mc Coy 3 | Pts Reb Asts | Estadísticas 22 E. Giménez 14 J. Mendoza 5 E. Mijares | Pabellón: Coliseo Buenaventura Árbitros: * |  |

| 17 de noviembre, 20:00 (UTC -05:00) | Fastbreak                                             | 92–69        | Piratas                                             | Buenaventura                               |  |
|                                     | Parciales: 19-16, 23-18, 26-14, 24-21                 |              |                                                     |                                            |  |
|                                     | Estadísticas S. Ortiz 21 M. Marriaga 9 D. Crockrell 5 | Pts Reb Asts | Estadísticas 15 E. Mijares 7 R. Gómez 4 Y. Sifontes | Pabellón: Coliseo Buenaventura Árbitros: * |  |

| 19 de noviembre, 20:00 (UTC -05:00) | Piratas                                             | 95–102       | Fastbreak                                       | Bogotá                                           |  |
|                                     | Parciales: 15-26, 21-25, 29-27, 30-24               |              |                                                 |                                                  |  |
|                                     | Estadísticas E. Mijares 26 R. Gómez 12 Y. Sifones 3 | Pts Reb Asts | Estadísticas 23 R. Mc Coy 9 S. Ortiz 7 T. Cobos | Pabellón: Coliseo Cayetano Cañizares Árbitros: * |  |

| 20 de noviembre, 20:00 (UTC -05:00) | Piratas                                              | 89–77        | Fastbreak                                       | Bogotá                                           |  |
|                                     | Parciales: 38-8, 15-27, 14-24, 22-18                 |              |                                                 |                                                  |  |
|                                     | Estadísticas Y. Sifontes 27 R. Gómez 13 E. Mijares 6 | Pts Reb Asts | Estadísticas 22 S. Ortiz 15 T. Cobos 3 S. Ortiz | Pabellón: Coliseo Cayetano Cañizares Árbitros: * |  |

| 22 de noviembre, 19:00 (UTC -05:00) | Fastbreak                                          | 88–62        | Piratas                                          | Buenaventura                               |  |
|                                     | Parciales: 26-11, 28-11, 17-24, 17-16              |              |                                                  |                                            |  |
|                                     | Estadísticas O. Cabrera 26 T. Cobos 8 L. Salazar 2 | Pts Reb Asts | Estadísticas 13 R. Gómez 9 R. Gómez 5 E. Mijares | Pabellón: Coliseo Buenaventura Árbitros: * |  |

## Final
| 26 de noviembre, 20:00 (UTC -05:00) Transmisión: YouTube | Titanes                                 | 77–51        | Fastbreak                                          | Barranquilla                                |  |
|                                                          | Parciales: 24-13, 14-12, 21-11, 18-15   |              |                                                    |                                             |  |
|                                                          | Estadísticas L. Cabrera 13 L. Cabrera 4 | Pts Reb Asts | Estadísticas 13 T. Cobos 7 M. Marriaga 2 R. Mc Coy | Pabellón: Coliseo Elías Chewing Árbitros: * |  |

| 27 de noviembre, 20:00 (UTC -05:00) Transmisión: YouTube | Titanes                                         | 66–52        | Fastbreak                                       | Barranquilla                                |  |
|                                                          | Parciales: 14-16, 13-19, 25-9, 14-8             |              |                                                 |                                             |  |
|                                                          | Estadísticas L. Jacobo 15 G. Bacci 8 G. Bacci 4 | Pts Reb Asts | Estadísticas 16 T. Cobos 9 T. Cobos 4 R. Mc Coy | Pabellón: Coliseo Elías Chewing Árbitros: * |  |

| 29 de noviembre, 19:00 (UTC -05:00) Transmisión: | Fastbreak                                        | 73–85        | Titanes                                            | Buenaventura                  |  |
|                                                  | Parciales: 15-21, 10-18, 26-20, 22-26            |              |                                                    |                               |  |
|                                                  | Estadísticas S. Ortiz 29 T. Cobos 6 O. Cabrera 2 | Pts Reb Asts | Estadísticas 3 G. Bacci 9 G. Bacci 24 J. Hernández | Pabellón: Coliseo Árbitros: * |  |

| 30 de noviembre, 19:00 (UTC -05:00) Transmisión: | Fastbreak                                          | 81–70        | Titanes                                             | Buenaventura                  |  |
|                                                  | Parciales: 27-21, 16-15, 20-21, 18-13              |              |                                                     |                               |  |
|                                                  | Estadísticas O. Cabrera 19 T. Cobos 9 L. Salazar 3 | Pts Reb Asts | Estadísticas 12 G. Bacci 10 J. Hernández 2 G. Bacci | Pabellón: Coliseo Árbitros: * |  |

| 1 de diciembre, 16:00 (UTC -05:00) Transmisión: | Fastbreak                                          | 69–71        | Titanes                                       | Buenaventura                  |  |
|                                                 | Parciales: 11-20, 17-16, 18-25, 23-10              |              |                                               |                               |  |
|                                                 | Estadísticas O. Cabrera 18 S. Ortiz 8 L. Salazar 4 | Pts Reb Asts | Estadísticas 19 H. Díaz 11 G. Bacci 2 H. Díaz | Pabellón: Coliseo Árbitros: * |  |

|                                            |
|                                            |
| Campeón Titanes de Barranquilla 2.º título |